# Chris Hamrick
Chris Hamrick (født d. 21. oktober 1966) er en amerikansk fribryder, der tidligere har kæmpet for bl.a. Extreme Championship Wrestling og Xtreme Pro Wrestling. 